# Płońsk (plaats)
Płońsk is een stadje in Polen 60 kilometer ten noordwesten van Warschau. De stad heeft een oppervlakte van 11.6 vierkante kilometer met ongeveer 21.591 inwoners (telling van 31.12.2022). Het ligt in het Masovische woiwodschap (Pools: województwo mazowieckie) sinds 1999. Daarvoor lag het in het Ciechanów woiwodschap (Pools: województwo ciechanowskie), namelijk tussen 1975 en 1998.
Płońsk ligt aan twee grote doorgaande (snel)wegen, te weten de E7 van Warschau naar Gdańsk en de E10 van Warschau naar Szeczcin. Dit heeft in het verleden verschillende buitenlandse investeerders getrokken, waaronder tot voor kort autofabrikant Ford. Verder heeft het Franse bedrijf LU zijn complete productie naar Płońsk verplaatst. Ook een tweede Franse firma is actief in Płońsk. Dit is de firma Maestria, producent van verfproducten.
Een van de partnersteden van Płońsk is Winschoten. Deze twee steden zijn ongeveer even groot.
Het stadje (Jiddisch: פּלאָנסק [Plonsk]) was in het verleden merendeels bevolkt door Poolse Joden. Volgens de volkstelling van 1908 waren er in Płońsk 11.603 inwoners, waarvan 7551 (65%) Joden.

## Verkeer en vervoer
- Station Płońsk

## Geboren
- David Ben-Gurion (1886-1973), eerste premier van Israël

## Externe links

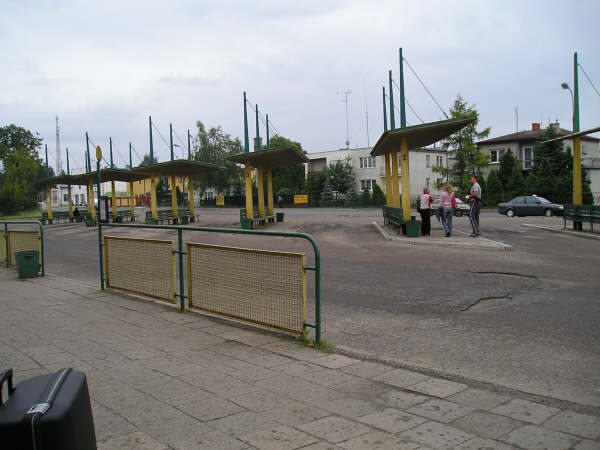
Busstation in Płońsk